# المغامرون الخمسة
 المغامرون الخمسة هي سلسلة قصص مغامرات بوليسية ألّفها الكاتب المصري محمود سالم. لجأ الكاتب بدايةً إلى ترجمة أعداد السلسلة البوليسية الإنجليزية الشهيرة كاشفو الأسرار الخمسة (بالإنجليزية: Five Find-Outers)، وبعد ذلك ألّف القسم الأكبر منها. صدر منها عشرات الكتب من دار المعارف وقدمت في عدة مسلسلات كرتونية، ويقوم ببطولتها خمسة من الأولاد تترواح أعمارهم ما بين التاسعة والرابعة عشرة وهم نوسة ولوزة وتختخ وعاطف ومحب وكلبهم زنجر. نالت السلسلة شهرة واسعة وامتدت شعبيتها إلى جميع أرجاء الوطن العربي. وقُدِّمت في مسلسل المغامرون الخمسة للنجم صلاح ذو الفقار من إخراج محمد نبيه.
يقول عنها المؤلف: «أعتقد أن المغامرين الخمسة هي نوع من استعادة شجون وذكريات طفل متوحد ومنعزل» وقال أيضا «عندما وصلنا للكتاب العاشر طبعنا 100 ألف نسخة في الشهر، وبعد ذلك أصبح المغامرون الخمسة هم حياتي... وكنت أحصل على 50 جنيهاً على العدد وأدفع منهم 5 جنيهات للضرائب»

## المقدمة
المقدمة التالية كانت تكتب في بداية القصص وخصوصاً في طبعتها الأولى:

## نبذة عن المغامرات
مجموعة مغامرات بوليسية تدور عادة حول حوادث اختطاف وسرقة وفي بعض الأحيان الجاسوسية. يعمل المغامرون على حل لغز الجريمة بجمع الأدلة حول مكان الحادث والتعرف على الناس المشتبه بهم وقد يستخدمون التنكر للإيقاع باللص. يجتمع المغامرون في حديقة عاطف ولوزة لمناقشة ما لديهم من معلومات ومن ثم الوصول إلى استنتاجات والتخطيط للمرحلة المقبلة. تتطور الأحداث بشكل كبير حتى لحظة الإيقاع باللص. هذه النهاية قد تشمل نهاية هادئة (لغز اللص الشبح) أو مطاردات عنيفة في الصحراء (وادي المساخيط ووادي الذئاب) أو حتى داخل المستشفيات (لغز عصابة يوم الخميس).
تورط المغامرين في بعض الأحداث المتعلقة بالجاسوسية التي كادت أن تودي بحياتهم (لغز الكاميرا السرية)، وخاضوا الأهوال لمحاربة سرقة الآثار وتهريبها خارج بلدهم (لغز المهرب الدولي، لغز القبر الملكي، لغز الأخرس). بالإضافة إلى مواجهتهم مجرمين متسلسلين (لغز التسعة).
في البداية كان المغامرون أربعة إلى إن إنضم إليهم تختخ في العدد الأول (لغز الكوخ المحترق). كان محب زعيمهم في البداية، ولكن تفوق تختخ في حل الألغاز وتقديم الاستنتاجات المنمقة وبراعته في التنكر وقدرته على تحمل المسوؤولية جعلت القيادة تنتقل إليه بشكل تلقائي.
اعتاد المغامرون أن يجتمعوا في حديقة منزل عاطف ولوزة بين الأشجار الوارفة أو في الكوخ الخشبي الصيفي. وصفت هذه الحديقة في  على إنها «حديقة واسعة، ترتفع أشجارها، وتلتف أغصانها، وتتكاثر ما بين أعشابها الخضراء الأزهار الحمراء والصفراء والزرقاء فتحيلها إلى شبه بساط جميل من صنع الخالق العظيم».
تتنوع أحداث المغامرات، وفي كنه الجرائم وأماكن حدوثها أعطت للمغامرات رونقاً ساحراً. بالإضافة إلى قدرة محمود سالم على إضفاء أجواء حقيقية حول المغامرين حتى في التفاصيل الصغيرة. ومن أهم مميزات الألغاز واقعية الأحداث ومنطقية حلولها. فكان يتبع محمود سالم على لسان المغامرين أسلوباً مميزاً في الاستنتاج وترتيب المعلومات مضافاً إليها الخيال ومن ثم الخروج منها بنتائجَ واستنتاجاتٍ منطقية.

## مكان وزمان الأحداث
يقطن المغامرون في مصر في إحدى ضواحي القاهرة وهي المعادي حيث دارت أغلب الأحداث والألغاز هناك. بعض المغامرات جرت أحداثها في الصحراء (لغز وادي الذئاب) و (لغز وادي المساخيط) و (لغز الرجل الأزرق) و (لغز أبوطرطور). وجزء آخر في مختلف المدن المصرية شمالاً وجنوباً مثل مدينة الفيوم حيث جرت فيها أحداث (لغز المهرب الدولي) و (لغز الموسيقار الصغير). كذلك الإسكندرية حيث جرت فيها أحداث ألغاز (الجزيرة المهجورة) و (منتصف النهار) و (الشيء المجهول) و (الزجاجة الصفراء) بالإضافة إلى مغامرة خطيرة في حقل ألغام بالقرب من مدينة العلمين في (لغز غابة الشيطان).
عددان وحيدان جرت أحداثهما خارج مصر وهما (لغز كلب البحر) و (لغز المدينة العائمة). حيث جرت أحداث الأول على ظهر سفينة والثاني في إيطاليا وتحديداً في مدينة البندقية.
أول مغامرة جرت أحداثها خارج المعادي خاصة والقاهرة عموماً هي الجزيرة المهجورة (العدد رقم 14). فقد جرت المغامرة في إحدى ضواحي الإسكندرية وهي ضاحية أبو قير حيث دعاهم الأستاذ شوكت (خال عاطف ولوزة) إلى الإقامة عنده. وفيها استطاع تختخ أن يصطاد سمكة قرش بالقرب من جزيرة نيلسن.
مغامرات الأصدقاء حدثت في خلال أيام الإجازات الصيفية والشتوية. أول مغامرة شتوية كانت في (لغز الحقيبة السوداء).
أغلب الظن أن الأحداث وقعت في نهاية الستينات وحتى منتصف السبعينات. فقد ذكر في مغامرة القبر الملكي المقطع التالي «... في مقام كشف توت عنخ آمون الذي أقام الدنيا وأقعدها منذ 45 سنة». فمن المعروف أن كارتر اكتشف قبر توت عنخ آمون في عام 1922. وبالتالي نستنتج أن المغامرة حدثت عام 1967. كما شارك المغامرون في حرب أكتوبر عام 1973 من خلال (لغز جاسوس السويس).

## أبطال السلسلة

صورة المغامرون الخمسة (توجد على الغلاف الخلفي لكل لغز)، من اليمين إلى اليسار: محب، لوزة، نوسة، عاطف، تختخ

- تختخ: توفيق خليل توفيق خربوطلي أو تختخ وهو قائد الفريق والمغامر السمين وأكبرهم سناً. له قدرات استنتاجية خارقة وذكاء عالٍ ويجيد التنكر وحتى فتح الأبواب المغلقة بأدوات بسيطة. استطاع أن يحل أغلب الألغاز ومجمل الاحداث تدور حوله. يطلق عليه في المدرسة ألقاب مثل لظلظ والمحشي لسمنته وهو أكول محب للطعام من الدرجة الأولى. مغامر جريء خاض الأهوال ليخدم العدالة أو ليعيد مخطوفاً إلى أهله. برز ذكاؤه بشكل خاص في (لغز الطفل المخطوف) وأوقع جاسوساً خطيراً في (لغز الدائرة الخضراء) وآخر في (لغز القفاز الأحمر) وثالثاً في (لغز الكاميرا السرية). المفتش سامي مدير المباحث الجنائية يثق به ثقة مطلقة ويتمنى أن يعمل معه عندما يكبر. يمتلك مهارات جيدة في المصارعة والجودو.
- لوزة: اسمها الحقيقي زكية. بريئة، ذكية. وهي المغامرة الصغرى. كان عمرها تسع سنوات عندما بدأت المغامرات. في البداية كانت تجد صعوبة في لفظ كلمة أدلة فتقولها «أذلة». على الرغم من صغر سنها إلا إنها امتازت بالذكاء الشديد وقوة الملاحظة. تحب المغامرات والألغاز حباً جماً وهي أشد المتحمسين دوماً لهم. خُطفت في (لغز عباس الأقرع). تحب تختخ حباً عظيماً.
- نوسة: سنية إبراهيم، وهي أكثر المغامرين ثقافة، تحب المطالعة والهدوء بارعة في الاستنتاجات. يطلق عليها اسم «دائرة معارف» المغامرين[6] نظراً لشدة اتساع ثقافتها. لعبت دور (شجاع) في (لغز رجل الصندوق). بالإضافة للقراءة فهي تحب التأمل وجمع الطوابع.[7] وهي مسؤولة عن تنظيم وإعداد أرشيف المغامرين الخمسة وهو أرشيف مختص بالجرائم وبالمعلومات الخاصة بالمجرمين وصورهم والحوادث التي تنشرها الجرائد. وكان المغامرون يعودون له وقت الحاجة وقد استفادوا منه في تحقيق العدالة والقبض على لص كبير وهو «همام القناوي».[8]
- عاطف: عبد اللطيف. شقيق لوزة، خفيف الظل وصاحب نكتة لا يستطيع أحد أن يجاريه بالكلام. اعتاد أن يسخر من شقيقته ومن حبها للمغامرات. قام بدور عظيم في قصة الأمير المخطوف والرسالة الطائرة. خُطف في (لغز صواريخ الليل) وقام بدور بائع بلالين في (لغز بائع البالونات). وهو يهوى الرسم ويجيده[9] فقد استطاع ان يرسم رسوماً دقيقةً لبعض المجرمين فقط من خلال أوصافهم كما في (لغز الوثائق السرية).
- محب: محبوب إبراهيم وهو شقيق نوسة وأكثر المغامرين اندفاعاً. خُطف في (لغز الفهود السبعة) وقام بدور عظيم في (لغز قصر الصبار). ويمتلك خبرة عظيمة في السيارات. حيث يستطيع معرفة نوع أي سيارة من النظرة الأولى.[10] عاشق لكرة القدم والرياضة عموماً.
- زنجر: كلب بوليسي أسود يخص تختخ. ساعد المغامرين في اقتفاء آثار بعض المجرمين والدفاع عنهم عند الخطر. اعتاد أن يعاكس الشاويش علي من قدميه مما أثار سخط الأخير عليه في العديد من المرات. تحبه لوزة حباً جماً وتصفه بأنه «أذكى كلب في العالم»، لديه حاسة شم قوية استفاد منها تختخ في الكثير من المغامرات.

يشترك المغامرين بأنهم جميعاً متفوفون في دراستهم.

### أبطال آخرون وشخصيات فرعية
- المفتش سامي: مدير المباحث الجنائية في القاهرة. يثق بالمغامرين ثقة مطلقة. شرابه المفضل هو عصير الليمون ويرتدي نظارةً سوداء عادة. يريد أن يجعل من تختخ ساعده الأيمن في المباحث عندما يكبر. يلجأ إليه المغامرون عندما يحتاجون إلى معلومات أو مساعدة الشرطة في القبض على المجرم. ثقته في المغامرين جعلته يعرض عليهم العديد من القضايا ومنها الخطير جداً ليسألهم مشورتهم أو ليشتركوا في حل اللغز إن جرت الأحداث في المعادي. يحب لوزة ويعتبرها في مثابة ابنته.
- الشاويش علي: هو الشاويش فرقع في قسم شرطة المعادي حيث يقطن المغامرون. اعتاد أن يقول للمغامرون «فرقعوا من هنا!»، فأطلقوا عليه لقب الشاويش فرقع. كان يتضايق من المغامرين لقدرتهم في حل ألغاز عجز هو الكبير عن حلها. شخصية طيبة القلب يحترمها المغامرون وإن اختلفوا معها. ارتكب خطأ كبيراً بهروب لص منه بحيله ساذجة فكاد أن يفقد عمله ولكن المغامرين أنقذوه وقبضوا على اللص.[11] مشروبه المفضل هو الشاي الثقيل صيفاً شتاءً. تكاد لا تخلوا مغامرة منه إن جرت أحداثها في المعادي.
- جلال: ابن أخ الشاويش فرقع. من أكبر المعجبين بتختخ. اشترك مع المغامرين في لغز البيت الخفي ولغز الأمير المخطوف ولغز القصر الأخضر ولغز الشاويش فرقع وغيرهم
- الدكتور مختار: طبيب وعم محب ونوسة. اشترك مع المغامرين في بعض المغامرات مثل (لغز الشيء المجهول) التي كانت تتضمن مطارادت مثيرة بالسيارات. محب شديد الإعجاب به ويتمنى ان يصبح طبيباً مثله في المستقبل.
- زعيم عصابة كلب البحر: زعيم إيطالي لعصابة عريقة. أوقعه المغامرون في (لغز كلب البحر). بعد خروجه من السجن تاب وأصبح صديقاً للمغامرين. زارهم في المعادي في (لغز العنكبوت الذهبي).
- السائق وجيه: سائق شهم التقى به المغامرون في قصة الفارس المقنع انتهت بحصوله على جائرة مالية ضخمة اشترى بها سيارة أجرة بيجو عصرية -وفق مقاييس ذلك الزمن- لنقل الركاب بين القاهرة والإسكندرية. اشترك معهم في عدد من المغامرات مثل (لغز الفارس المقنع) و (لغز الساعة السادسة) و (لغز الزجاجة الصفراء) و (لغز المدينة الغارقة). اعتاد رفض أن يتقاضى أجراً منهم عندما يركبوا سيارته.
- عواد: زميل تختخ في الدراسة، يقيم في الفيوم بالقرب من قرية شكشوك[12] ومن بحيرة قارون في عزبة كبيرة بمساحة 50 فدان يتوسطها قصر كبير. ارتحل إليه المغامرين في إجازة ولكنها تحولت إلى مطاردة مهرب دولي كبير اسمه كنت. كما أقاموا لديه في خلال بحثهم عن عصابة مهربي آثار في (لغز القبر الملكي).
- وحيد: فتى مقعد. أسس جماعة يطلق عليها اسم الفهود السبعة بغرض منافسة المغامرين في كشف الجرائم وحل الألغاز. تطور هذا السلوك ليصبح عدوانياً تجاه المغامرين. فتعرض الأصدقاء للضرب والاعتداء عليهم. استطاع المغامرون أن يتغلبوا عليهم بالذكاء والقوة، بل وساعدوهم في تحرير أحد الفهود المختطفين من قبل عصابة تزييف أموال. حلّ وحيد جماعة الفهود السبعة وأصبح صديقاً حميماً للمغامرين. واشترك معهم في أدوار صغيرة في عدد من المغامرات.
- كمال: زعيم عصابة الأشباح السوداء الذي تسبب تختخ في القبض عليه في العدد (لغز الشبح الأسود) ثم تسبب في القبض عليه ثانيةً في (لغز الحقيبة السوداء).
- عوض: الذي تسبب تختخ في القبض عليه في (لغز الألغاز) ثم تسبب في القبض عليه ثانيةً بعدما غير اسمه إلى حافظ في (لغز الفارس المقنع).

### مغامرون آخرون
بعد نجاح المغامرون الخمسة أفسح الناشر (دار المعارف) المجال أمام مؤلفين آخرين للتقديم سلاسل مشابهة من باب التنويع، وظهرت سلاسل لمجموعات أخرى من المغامرين، أشهرهم المخبرين الأربعة والذين قاموا بحل عدّة ألغاز مثل لغز جزيرة الشيطان ولغز الأضواء المريبة وغيرها. بالإضافة إلى مجموعات أخرى من المغامرين وهم:
- المخبرين الأربعة: فلفل، وطارق، ومشيرة، وخالد. - (هدى الشرقاوي ، مجدي صابر) - (١٨ لغز)
- المغامرين الثلاثة : محسن، وهادية، وممدوح. (رجاء عبد الله) (١٨ لغز)
- المغامرين الثلاثة : عامر، وعارف، وعالية. - (عصمت والي) - (٣١ لغز)
- المغامرين الثلاثة : ياسر، وهالة، وهشام.

## الترجمة
تتشابه سلسلة المغامرين الخمسة مع سلسلة بوليسية إنجليزية اسمها كاشفو الأسرار الخمسة (بالإنجليزية: Five Find-Outers) نشرت بين عامي 1943 و1961 للكاتبة إنيد بليتون.

### تشابه الشخصيات
تتشابه الشخصيات بين السلسلتين بقوة:
1. تختخ هو فريدريك أو "فاتي (بالإنجليزية: Fatty)" بمعنى سمين وهو أيضاً كما في السلسلة العربية اختصار للحروف الأولى من اسمه «فردريك ألجيرنون تروتفيل»
2. الأربعة الباقون هم زوجان من الأشقاء أيضاً:«لاري وديزي» و«بيب وبتس»
3. الكلب الأسود للزعيم «بستي» في السلسلة الإنجليزية هو «زنجر» في السلسلة العربية وهو يحب أن يعض قدم الشاويش في السلسلتين
4. الشاويش «فرقع» في السلسلة العربية هو «كلير اورف» في الإنجليزية، ففي النسخة الإنجليزية كان الشاويش يقول للمغامرين «كلير اوف» (بالإنجليزية: clear off) وبلهجته الريفية ينطقها «كلير اورف» (بالإنجليزية: clear orf) وهو في السلسلتين قروي قليل الذكاء لا يحب المغامرين ويكتسب كنيته من صيحته الشهيرة التي يطرد بها الأولاد «فرقعوا من وجهي» أو «كلير اورف»
5. المفتش «سامي» هو المفتش «جنكس» وهو صديق المغامرين الذي يساعدهم عندما يصدهم الشاويش وهو يشجع قائدهم على الانخراط في سلك الشرطة عندما يكبر في السلسلتين
6. «جلال» ابن أخ الشاويش هو «إيرن» ويشارك المغامرين كعضو سادس في الفريق أحياناً

### تشابه الأعداد
1. العدد الأول من السلسلتين حمل اسم (لغز الكوخ المحروق) وصدر عام 1943 في السلسلة الإنجليزية
2. العدد الثاني من السلسلة العربية هو العدد السادس من السلسلة الإنجليزية يحملان اسم (لغز البيت الخفي) وصدر عام 1948 في السلسلة الإنجليزية
3. العدد الثالث من السلسلة العربية والعدد الخامس من السلسلة الإنجليزية يحملان اسم (لغز العقد المفقود) وصدر عام 1947 في السلسلة الإنجليزية

### محدودية الترجمة
لم يصدر عن النسخة الإنجليزية سوى 15 نسخة قام محمود سالم بترجمة عددٍ منها ومن ثم ألف أكثر من 100 عدد للمغامرين الخمسة بطابعها المصري الأصيل. الجدير بالذكر أن نجاح السلسلة اعتمد على تلك الأعداد عربية التأليف مصرية الطابع بينما تعتبر الأعداد المترجمة عموماً الأقل جاذبية في السلسلة.

## المغامرات في أجزاء
معظم المغامرات استهلكت عدداً واحداً ولكن يوجد بعض الاستثناءات مثل:
- ثنائية كلب البحر والمدينة العائمة
- ثلاثية الفهود السبعة وعصابة التزييف وزعيم العصابة
- ثنائية وادي المساخيط والرجل الأزرق
- ثنائية بلا نهاية والسهم الفضي
- ثنائية العميل السري والدائرة الخضراء
- ثنائية الكاميرا السرية وثعلب الصحراء
- ثنائية حبل الرمال والنجمة الخضراء

### ظهور فاتن حمامة
ظهرت السيدة الفنانة فاتن حمامة في لغز رجل الصندوق. وقد أحدث ظهورها مفاجأةً كبيرة. حيث كانت نوسة تحاول الهروب من بعض رجال العصابات بأي طريقة فوجدت نفسها تفتح باب سيارة على إشارة مرور لتجلس بها لتفاجئ أن السائقة هي السيدة فاتن حمامة التي فوجئت بدورها بدخول نوسة إلى سيارتها. ولكنها أكملت الطريق وأوصلت نوسة -التي كانت سعيدة جدا بهذه الصدفة في الزمان الغير المتوقع- إلى المكان التي تريد. ونصحتها بأن تبتعد عن المغامرات وتلتفت إلى دروسها.

### المغامرون وكرة القدم
حظيت اللعبة الشعبية الأولى في العالم كرة القدم بنصيب لها في ألغاز المغامرين الخمسة. حيث دارت أحداث لغز الفانلة الحمراء حول مباراة كرة قدم. أرادت عصابة إجرامية ان تخطف عدداً من لاعبي الأهلي في يوم مباراة القمة مع الزمالك لكي يخسر الأهلي المتصدر ويكسب المجرمون رهاناً كبيراً جراء ذلك.

#### حبكة الرواية
بدأت احداث هذه الرواية عندما استمعت لوزة عن طريق الخطأ إلى مكالمة هاتفية بين شخصين كانا يتحدثان عن عملية اختطاف للاعبين في أحد الفرق الرياضية. كالعادة سخر منها الجميع ولم يصدقوا أن هناك إجراماً كبيراً خلف تلك المكالمة. وقد صدق حدس لوزة، والأحداث التي رافقت المغامرة كانت شرسة للغاية وكان من المحتمل أن يفقد فيها محب حياته وتم الاعتداء على لوزة أمام جموع غفيرة وتعرضت لمحاولة اختطاف أيضاً.
في نهاية العدد قدم الكاتب محمود سالم ملخصاً جميلاً عن كرة القدم وتطورها تحكيمياً وتكتيكياً.
عُرف محب بولعه وحبه كبير لهذه الرياضة الشعبية. بينما لا يكترث لها تختخ إطلاقأً. يلعبها الأصدقاء بين حين وآخر كما فعلوا أمام أبو الهول في (لغز الساق الخشبية).

## فهرس الأعداد
يضم هذا الفهرس مجموعة الألغاز التي صدرت عن دار المعارف. فهو يضم ألغاز المغامرين الخمسة وهي الأكثر إصداراً وشعبيةً، والمخبرون الأربعة (فلفل وطارق ومشيرة وخالد) والمغامرون الثلاثة (محسن وهادية وممدوح) والمغامرون الثلاثة (عامر وعارف وعالية) والمغامرون الثلاثة (ياسر وهالة وهشام) بالإصافة لمغامرو أخرون وهم الخماسي (وائل، ريهام، أحمد، داليا، عمرو)، الأثنان (راندا، رؤوف)، الأثنان (نبيلة، هاني)، الأربعة (كريم، علياء، رامي، شادي).
| 1. لغز الكوخ المحترق 2. لغز البيت الخفى 3. لغز العقد المفقود 4. لغز الشبح الأسود 5. لغز المنزل رقم 98 6. لغز الألغاز 7. لغز الرسائل الغامضة 8. لغز الأمير المخطوف 9. لغز القفاز الأحمر 10. لغز القصر الأخضر 11. لغز اللص الشبح 12. لغز اختفاء الخنفس 13. لغز سرقة البنسيون 14. لغز الوثائق السرية 15. لغز الجزيرة المهجورة 16. لغز الحقيبة السوداء 17. لغز التسعة 18. لغز الغابة الملعونة 19. لغز وادي الذئاب 20. لغز الرسالة الطائرة 21. لغز الشيء المجهول 22. لغز المهرب الدولي 23. لغز الرجل الثاني 24. لغز المتحف 25. لغز قصر الصبار 26. لغز ورقة الكوتشينة 27. لغز الشارع المسدود 28. لغز الساق الخشبية | 29. لغز الموسيقار الصغير 30. لغز القرد 31. لغز الفارس المقنع 32. لغز كلب البحر 33. لغز المدينة العائمة 34. لغز الساعة السادسة 35. لغز جزيرة المرجان 36. لغز السيارة السوداء 37. لغز الأضواء المريبة 38. لغز وادي الملوك 39. لغز الرجل الذي طار 40. لغز القبر الملكي 41. لغز ملك الشطرنج 42. لغز الفهود السبعة 43. لغز عصابة التزييف 44. لغز زعيم العصابة 45. لغز السرداب الأثري 46. لغز بيت الأشباح 47. لغز الحجرة الخلفية 48. لغز السجين الهارب 49. لغز الطفل المخطوف 50. لغز الثعبان الأعمى 51. لغز رجل الصندوق 52. لغز أبو طرطور 53. لغز عين السمكة 54. لغز عصابة يوم الخميس 55. لغز الحقيبة الدبلوماسية 56. لغز جاسوس السويس | 57. لغز تمثال بوذا 58. لغز النظارة السوداء 59. لغز الساحر العظيم 60. لغز شاطئ السموم 61. لغز الفانلة الحمراء 62. لغز العقل الإلكتروني 63. لغز الهارب الصغير 64. لغز صواريخ الليل 65. لغز ساعة الصفر 66. لغز البصمة السوداء 67. لغز اختفاء السبعة 68. لغز الأخرس 69. لغز غابة الشيطان 70. لغز الضباب الغامض 71. لغز البيضة المجوفة 72. لغز عبيط القرية 73. لغز شحنة الماس 74. لغز أم الشعور 75. لغز العنكبوت الذهبي 76. لغز الكلب ذو الرأسين 77. لغز الزجاجة الصفراء 78. لغز المدينة الغارقة 79. لغز وادى المساخيط 80. لغز الرجل الأزرق 81. لغز العملاق 82. لغز الماسة السوداء 83. لغز جاسوس الجواسيس 84. لغز الألف وجه | 85. لغز مغارة الشيطان 86. لغز الحجرة رقم 19 87. لغز مزرعة الرياح 88. لغز طائرة باريس 89. لغز الزائر الغامض 90. لغز فتاة ماليزيا 91. لغز العميل السري 92. لغز الخريطة العجيبة 93. لغز الدائرة الخضراء 94. لغز الوادي الرهيب 95. لغز الفيلم الملون 96. لغز بحيرة قارون 97. لغز المتهم البريء 98. لغز المهرجا المزيف 99. لغز مدينة الملاهي 100. لغز نادر الوجود 101. لغز بلا نهاية 102. لغز الساقية المهجورة 103. لغز الرسام والكلب 104. لغز السهم الفضي 105. لغز البحر الأحمر 106. لغز الشاويش فرقع 107. لغز النهر المقدس 108. لغز الكلاب العشرة 109. لغز الجزيرة الملعونة 110. لغز القارب الفرعوني 111. لغز الكتب الطائرة 112. لغز مباراة الكأس | 113. لغز الخطة الرهيبة 114. لغز القبيلة الصفراء 115. لغز الأطباق الطائرة 116. لغز بائع البالونات 117. لغز الشيخ عمران 118. لغز العبارة الإيطالية 119. لغز العيون السود 120. لغز صخرة المهربين 121. لغز الزلازل الغامضة 122. لغز الدبلوماسي المخطوف 123. لغز الفراشة المفقودة 124. لغز مدينة الآلهة 125. لغز السائح القصير 126. لغز الكاميرا السرية 127. لغز ممر انترانتو 128. لغز الجواهر الغامضة 129. لغز ثعلب الصحراء 130. لغز عباس الأقرع 131. لغز الدائرة الحمراء 132. لغز برج السحاب 133. لغز من الماضى 134. لغز علبة النعناع 135. لغز جوهرة المليونير 136. لغز منتصف النهار 137. لغز لوحة بيكاسو 138. لغز قصر الحمراء 139. لغز القمة السوداء 140. لغز الجاسوس الترانزستور | 141. لغز حبل الرمال 142. لغز النجمة الخضراء 143. لغز سرقة خط جرينتش 144. لغز كذبة أبريل 145. لغز الثعلب العجوز 146. لغز المياه الراقصة 147. لغز الذاكرة المفقودة 148. لغز المائة دولار 149. لغز المغارة الزرقاء 150. لغز الراقص الإفريقي 151. لغز عصابة الأشباح 152. لغز كنز السلطان 153. لغز الثروة الضائعة 154. لغز السجادة الخضراء 155. لغز البحيرة المقدسة 156. لغز السجين البريء 157. لغز البدوي الأسمر 158. لغز السرقة الثانية 159. لغز الطائر الأزرق 160. لغز كهف روميل 161. لغز الضابط المزيف 162. لغز دقات الليل 163. لغز عميل البنك 164. لغز فيلا المعادي 165. لغز الولد الأشقر 166. لغز عروس سيناء 167. لغز القرنفلة الحمراء | 168. لغز سجين طيبة 169. لغز الخدعة المزدوجة 170. لغز نور القمر 171. لغز العصا البيضاء 172. لغز السيارة الخضراء 173. لغز مغامرة في باريس 174. لغز الزمردة الخضراء 175. لغز سر المجنون 176. لغز حمام السباحة 177. لغز الحى الهادئ 178. لغز يتحدى ذكائك 179. لغز الرسالة المجهولة 180. لغز فندق الرعب 181. لغز قصر الأشباح و هو أخر لغز صدر من دار المعارف. |

### أخرى
الألغاز التالية صدرت من دار الشروق (سبق نشرها مسلسلة على مجلة علاء الدين):
1.لغز البحر الميت
2.لغز الطيور المهاجرة
3.لغز عصابة الأشباح
4.لغز الهاربة الصغيرة 1
5.لغز الهاربة الصغيرة 2
و هناك ألغاز أخرى مسلسلة نشرت على علاء الدين ولم تجمع بطريقة رسمية بل جمعت في دولة سوريا بطريقة غير رسمية وهي:
1. لغز الفتاة المشلولة
2. لغز عمارة العفاريت
3. لغز السلعوة
4. لغز الرقم الناقص
5. لغز المومياء الحية.
6. لغز المغامر الغامض
بالإضافة لنفس الألغاز التي جمعت في دار الشروق.
و أخيرا التالي هي قصص من تأليف هواة على سبيل المزاح بين بعض الأصدقاء وليست رسمية على الإطلاق:
1.لغز إختفاء البريللي
2.لغز عصابة الأبواب
3.لغز إنتقام العصابة
4.لغز سرقة المجلد
5.لغز بيت الرعب